# Мочаре
Мочаре (алб. Moçar) је насеље у општини Косовска Каменица, Косово и Метохија, Република Србија.

## Географија
Мочаре је подјељено на Горње и Доње Мочаре. Помиње се још 1455. године под именом Мочивар са 29 српских кућа. Поново је обновљено почетком друге половине 18. века. Пре 1878. Мочаре је било српско село а након Другог српско-турског рата 1877-1878. постаје мешовито српско-албанско село.

## Култура
У близини насеља се налази манастир Српске православне цркве Убожац или Рђавац.

## Становништво
| Демографија | Демографија | Демографија |
| Година      | Становника  | Становника  |
| ----------- | ----------- | ----------- |
| 1961.       | 418         |             |
| 1991.       | 114         |             |